# Erik IX. Svatý
Erik IX. Švédský nebo také Erik Svatý (švédsky Erik Jedvardsson; Erik den helige, † 18. května 1160, Uppsala) byl králem Švédska zřejmě v letech 1156–1160. Nezachovaly se o něm žádné historické záznamy a všechny informace jsou založeny na pozdějších legendách, které měly pomoci jeho pověsti jako svatého. Fakta a výmysly o jeho životě lze jen těžko oddělit.
Ví se, že měl bratra, jehož jméno začínalo na „J“ a který byl identifikován jako Joar Jedvardsson, proto Erika moderní zdroje někdy označují jako Erika Jedvardsona.
Odkazování na Erika Svatého jako na Erika IX. je až pozdější vymoženost z doby Erika XIV. On a jeho bratr Karel IX. přijali toto číslování na základě fiktivních švédských dějin. Počet švédských vládců jménem Erik před Erikem XIV. není přesně známý.

## Vláda
Od roku 1150 byl Erik protikálem Sverkera I., který získal švédský trůn kolem roku 1130 a byl zavražděn v roce 1156. Erik byl poté uznán jako král ve většině nebo i ve všech provinciích. V letech 1154–55 vedl proti převážně pohanským Finům křížovou výpravu, během které zahynul uppsalský biskup a Erikův rádce Jindřich. Jeho vláda skončila, když byl roku 1160 zavražděn v Uppsale. Má se za to, že jeho vrahem byl Emund Ulvbane, kterého najala konkurenční dynastie Sverkerů nebo jeho přímý nástupce na trůně, Magnus Henriksson. Podle legend se během jeho vraždy stal zázrak a z místa, kam dopadla jeho useknutá hlava, vytryskl pramen.
Erikovy ostatky se nachází v katedrále v Uppsale. Jedná se o kosti muže se znaky zranění na krku. Původní rakev byla zničena, tu současnou nařídila vyrobit švédská královna Kateřina Jagellonská, manželka Jana III. Erik je patronem města Stockholm a jeho korunovanou hlavu má město i ve znaku.
Zasloužil se o kodifikaci práva ve svém království: právo krále Erika. Aby si upevnil pozici, podporoval Erikův syn Knut I. uctívání svého otce jako mučedníka.